# Ottobrunn
Ottobrunn er en kommune i Landkreis München (Oberbayern), i den tyske delstat Bayern, der ligger sydøst for byen München.

## Geografi
Kommunen ligger cirka 12 kilometer sydøst for Münchens centrum, på den store slette Münchner Schotterebene.
Kommunen er med et areal på 5,53 km² og en befolkning på 19.748 indbyggere, den tættest befolkede kommune i Landkreis München. Kommunen område er nærmest helt bebygget

### Nabokommuner
Ottobrunn grænser mod nord til Neubiberg, mod øst til bebyggelsen Waldkolonie i Putzbrunn, mod sydøst ligger Riemerling i kommunen Hohenbrunn, mod sydvest ligger Taufkirchen og i vest kommunen Unterhaching.
- Den tysk/italienske komponist Ermanno Wolf-Ferrari, levede fra 1915 til 1931 i Ottobrunn.